# Булатово (Износковский район)
Булатово — деревня  в Износковском районе Калужской области России. Входит в сельское поселение «Село Льнозавод».

## География
Расположено у реки Устье. Рядом — Паново, Красная Звезда.

## Население
| 2002 | 2010 |
| ---- | ---- |
| 31   | ↘25  |

## История
В 1922 году здесь родился скульптор Ласточкин, Михаил Иванович.